# 強烈熱帶風暴蓮花 (2015年)
| 太平洋颱風季             |
| 主題頁 - 專題 - 編輯指南 |

強烈熱帶風暴蓮花（英語：Severe Tropical Storm Linfa，國際編號：1510，聯合颱風警報中心：WP102015，菲律賓大氣地球物理和天文服務管理局：Egay）為2015年太平洋颱風季第10個被命名的風暴。「蓮花」一名是由澳門所提供，即荷花，花瓣呈粉紅色，大葉，是澳門的特區區花。
蓮花是2015年7月初3個同期形成的熱帶氣旋之一，其路徑飄忽不定、詭譎難測，其生命史內出現5次最少90度的大幅度轉向，原先預計橫過菲律賓呂宋時轉向侵襲臺灣，結果卻移入南海東北部並西折吹襲華南，橫掃廣東沿岸，一度對珠江口構成重大威脅，而粤东更遭受2013年颱風天兔以來最嚴重破壞。香港天文台與政府飛行服務隊合作並派出定翼機測風，實測錄得颶風程度10分鐘平均風速，證實蓮花於7月9日早上在南海東北部西折時達到颱風強度（亦即臺灣之中度颱風）；然而日本氣象廳及臺灣中央氣象局分別維持蓮花的巔峰強度為強烈熱帶風暴及輕度颱風，事實證明評級錯誤。而蓮花登陸廣東後的減弱速度亦超乎各氣象部門預期，香港天文台為蓮花發出該年惟一一次八號熱帶氣旋警告信號，結果卻是逾40年來風勢最弱的一個，直至紀錄於2017年被更弱的熱帶風暴洛克打破。

## 發展過程

### 對流集中在西南
2015年6月30日，一個低壓區在帛琉西北方海面上生成，美國海軍研究實驗室給予擾動編號96W。日本氣象廳在翌日（7月1日）早上8時將該系統升格為熱帶低氣壓。臺灣中央氣象局亦於6小時後（下午2時）跟隨，將該系統升格為熱帶性低氣壓。與此同時，聯合颱風警報中心將該系統在24小時內形成為熱帶氣旋的機會評級為「低」，當晚8時將評級上調為「中」。受到頗強的垂直風切變影響，該系統結構散亂，環流細小且缺乏組織，以每小時12公里左右的速度向北至西北偏北移動。
7月2日凌晨1時半，聯合颱風警報中心將上述評級提升至「高」，並發佈熱帶氣旋形成警報，而日本氣象廳在同日早上8時發出烈風警報；香港天文台則於下午4時15分表示該系統正在增強，「一個熱帶氣旋似乎在形成中」。聯合颱風警報中心於晚上8時將其升格為熱帶低氣壓，並給予編號10W，同時臺灣中央氣象局將其升格為輕度颱風。日本氣象廳在晚上9時將其升格為熱帶風暴，並命名為蓮花，給予國際編號1510；中國國家氣象中心和大韓民國氣象廳亦同步將其升格為熱帶風暴。由於風暴已獲命名，香港天文台緊接在晚上9時45分表示「位於菲律賓以東海域的低壓區已增強為熱帶低氣壓，並命名為蓮花」。當時蓮花組織仍然鬆散，環流維持緊密，強烈雨帶集中在系統西南部，這是因為受濕潤的西南季候風支援，加上對流被垂直風切變切離所致。同時受到副熱帶高壓脊引導，蓮花逆時針急轉彎，日本氣象廳及聯合颱風警報中心的定位更顯示蓮花在晚間採取偏西南路徑，這是其路徑的首個急彎。

### 兩個急彎穿呂宋
雖然副熱帶高壓脊支配西北太平洋，但是各官方部門的預測均已考慮到蓮花東面的颱風燦鴻，由於燦鴻同樣會採取偏西路徑，當燦鴻靠近時將發生「藤原效應」，使蓮花在數日後的路徑出現變數；而燦鴻將比蓮花強大，蓮花因而會受燦鴻牽引，這使數值預報的預測分歧相當大，縱使蓮花逼近呂宋後北上影響臺灣的預測為主流，蓮花移入南海吹襲廣東沿岸的預報亦開始出現，而最終應驗的預報是後者。聯合颱風警報中心在翌日（3日）凌晨2時將蓮花升格為熱帶風暴，與上一次升格僅相距6小時；而香港天文台則較為滯後，在當日下午12時45分才將蓮花升格為熱帶風暴。受惠於菲律賓以東海域的炎熱海面，加上強勁的高空輻散及優良的赤道方向空氣流出，抵銷風切變對系統發展的抑制，日間蓮花開始明顯增強，日本氣象廳率先於下午3時正將蓮花升格為強烈熱帶風暴，其餘各部門亦將蓮花的強度上調至熱帶風暴上限；而經過早前超過90度的急彎後，蓮花在當日大致向西移動。
蓮花在7月4日上午再度急轉彎，恢復偏西北路徑，以時速14公里移向呂宋北部；但其接近中心最高持續風速停止上升，除了中國國家氣象中心在凌晨5時將蓮花升為強熱帶風暴之外，其他各部門的分析均顯示蓮花維持強度。中午過後蓮花恢復增強，對流鞏固至低層環流中心附近持續發展，中心密集雲團形成，香港天文台於下午6時半將蓮花升格為強烈熱帶風暴。菲律賓大氣地球物理和天文服務管理局表示蓮花在當晚10時登陸菲律賓伊莎貝拉省帕拉南，然而香港天文台、中國國家氣象中心及日本氣象廳均評定蓮花在翌日（5日）凌晨4時至早上6時登陸呂宋北部，聯合颱風警報中心的定位更顯示蓮花於早上8時才正式登陸。但地形摩擦導致強度回落，國家氣象中心在早上8時將其降格為熱帶風暴，日本氣象廳亦在上午11時跟隨。此時香港天文台的預測路徑突然大幅改變，出現一條反S形路徑，預測蓮花採取東北偏北路徑，登陸臺東縣至恆春半島一帶後，逆時針改向西南移動，重返南海北部，是各官方氣象部門中首間預測蓮花西折吹襲華南的部門。受呂宋高山地形影響，蓮花出現環流重整，一個新中心在呂宋西岸形成，取代於呂宋島上的原有中心，導致蓮花的定位大幅向西調整，蓮花亦因而提早進入南海東北部。國家氣象中心在下午5時將蓮花重新升格為強熱帶風暴。此後蓮花減速至每小時8公里，繼續向偏西方向移動；入夜後副熱帶高壓脊進一步減弱，失去引導氣流的蓮花變得移動緩慢，滯留在呂宋以西海域。

### 預測大改
7月6日日間蓮花順時針轉向，逐漸改向北移動，是其生命史的第3次大幅度轉向；同時其結構受到地形及風切變破壞，氣象衛星雲圖可見蓮花的對流繼續集中在系統西南部，低層環流中心外露，促使香港天文台於上午9時半把蓮花降格為熱帶風暴。蓮花在當日下午起穩定北移，時速約10公里，翌日（7日）早上開始重新採取偏西北路徑，逐步擺脫呂宋地形影響；加上垂直風切變減弱，蓮花成功改善結構及修補低層環流中心。可見光衛星雲圖上更發展出一個若隱若現的「雲捲風眼」，證明蓮花強度回升，這驅使日本氣象廳及香港天文台分別於下午2時及3時半把蓮花再次升格為強烈熱帶風暴。
至此各大氣象部門及數值預報模式的預測均已大幅修改，預計蓮花以偏北路線逼近閩南至粤東沿岸，臨岸西折並於汕頭市一帶登陸，之後橫掃廣東，甚或以帶有南向量、與海岸線平行的路徑移動，正面吹襲珠江口。由於引導氣流仍然微弱，蓮花於晚間再度以內力緩慢北移，徘徊南海東北部，同時捲入華南的乾空氣，加上被颱風燦鴻搶奪西南季候風的水氣供應，導致環流緊縮、對流減弱。蓮花在7月8日日間大致向西北偏北緩慢移動，並成功保持水汽供應，對流再次變得活躍，同時眼壁開始建立，晚上更成功打開風眼，中國國家氣象中心率先在晚上8時將蓮花升格為颱風。晚間蓮花則開始改向西北移動，這代表蓮花即將出現其生命史的第4次急轉彎。大多數官方部門再將蓮花的預測路徑向南調整，沿海岸線向西南偏西移動，經過珠江口移至廣東西部。當中日本氣象廳和中國國家氣象中心預計蓮花直接掠過深圳市，而聯合颱風警報中心預測蓮花橫過香港境內；香港天文台的預測則搖擺不定，7月8日晚上預測掠過深圳，9日凌晨改為掠過香港境內，但到當日下午又復原為穿過深圳。

### 巔峰後急速消亡
由於華南上空有高壓區建立，蓮花在7月9日擺脫燦鴻的牽引，採取西北偏西路徑，並加速移動，時速16至18公里。蓮花的風眼在國家氣象中心提供的雷達圖片中清晰可見，聯合颱風警報中心和香港天文台分別於凌晨2時及5時45分將蓮花升格為颱風；然而日本氣象廳並未再作升格之餘，反而在事後公佈的「最佳路徑」中把蓮花的接近中心最高持續風速由55節下調至50節，與實際強度相差更遠，此外臺灣中央氣象局亦未有把蓮花升格為中度颱風，只維持輕度颱風評級。隨著蓮花逼近華南沿岸，風眼只維持半日便已變得模糊不清，成為「雲塞風眼」，而從雷達圖可見其結構與形成初期完全相反，變成北面對流較南面強，原因是燦鴻再次與蓮花爭奪水氣供應，結果成功搶奪，使西南季候風不再連接至蓮花的環流。中國國家氣象中心表示蓮花已於下午12時15分在中國廣東省汕尾市陸豐市甲東鎮沿海登陸，登陸時中心附近最大風力有12級（每秒35米，2分鐘平均風速），香港天文台在下午12時45分的定位亦顯示蓮花已經登陸廣東陸豐；而蓮花在登陸後，在水汽供應被搶走、環流反轉，再加上繼續捲入乾空氣的情況下，出乎意料地急劇減弱，風眼被填塞、眼壁和中心密集雲團快速崩解，同時再加速西移，以每小時20至22公里逼近珠江口。聯合颱風警報中心在下午2時將蓮花降格為熱帶風暴；同時中國國家氣象中心將蓮花降格為強熱帶風暴，更在短短3小時後便將蓮花進一步降格為熱帶風暴。香港天文台和澳門氣象局緊隨其後，分別在下午3時45分及5時正將蓮花降格為強烈熱帶風暴，當中香港天文台更在下午6時45分再將蓮花降格為熱帶風暴，距離上一次降格亦僅相隔3小時，與中國國家氣象中心一樣。
當晚蓮花橫過珠江口時開始出現南向量，不過系統對流已近乎殆盡，結構徹底散架，系統南部更形成對流空洞，中國國家氣象中心、香港天文台和澳門氣象局分別在晚上10時正、10時45分及7月10日午夜12時再將蓮花降格為熱帶低氣壓；但一直低估強度、未將蓮花升格為颱風的日本氣象廳，卻在此時反而高估強度，仍維持評估蓮花為強烈熱帶風暴。另外聯合颱風警報中心的定位與其他部門有明顯分別，當其他部門全部顯示蓮花開始呈現南向量，以西南偏西路徑橫過珠江口時，聯合颱風警報中心卻顯示蓮花繼續以西北偏西路徑，移至珠江口北面。聯合颱風警報中心在7月10日凌晨2時對蓮花發出最後警報，但日本氣象廳於此時才將蓮花降格為熱帶風暴。中國國家氣象中心在凌晨5時對蓮花停止編號，香港天文台亦在凌晨5時50分將蓮花降格為低壓區，當時蓮花的低層環流中心已經難以辨認；而日本氣象廳在早上8時55分將蓮花降格為熱帶低氣壓，並於晚上8時表示蓮花減弱消散，此時蓮花的殘餘低壓區已僅剩餘西側的外圍雨帶，低層環流中心亦已消失。

### 餘波未了
不過即使水汽供應斷絕，蓮花的生命史卻尚未告終，其殘餘系統經過雷州半島及北部灣後，重新受到燦鴻牽引，而採取類似2009年熱帶風暴的路徑（當年天鵝受到另一熱帶氣旋莫拉克牽引），在7月12日逆時針繞過海南島，成為其生命史的最後一次大幅度轉向，再於海南島東南面海域重新發展，原先已消亡的低層環流中心重新形成，並向東至東北偏東移動，橫過南海北部，為該區帶來持續不穩定的天氣。隨著活躍西南季候風再次爆發，並重新連接至南海北部，蓮花的殘餘低壓區最終在隨後一星期逐漸化為一道廣闊低壓槽，與其相關的惡劣天氣再次侵襲廣東沿岸。7月19日開始，該低壓槽內不斷有新環流中心發展，其中於海南以東的低壓區中心更於翌日（20日）一度被中國國家氣象中心、日本氣象廳及臺灣中央氣象局升格為另一個全新的熱帶低氣壓；到了21日，整道廣闊低壓槽橫過華南沿岸並移入內陸，緊隨其後的強烈西南季候風為廣東帶來連場大雨及持續強風。該低壓槽徘徊華南數日後，最終在25日減弱消散，隨後活躍西南季候風亦逐漸緩和，華南天氣逐步好轉。

## 影響

### 菲律賓
當地發出之最高熱帶氣旋警告信號：二號風暴信號
7月2日上午11時，菲律賓大氣地球物理和天文服務管理局將責任範圍內的低壓區升為熱帶低氣壓，並命名為Egay（伊涯），開始發佈熱帶氣旋資訊。隨著蓮花逐漸靠近，該單位於晚上11時10分對呂宋伊莎貝拉省發出一號風暴信號，並將蓮花升格為熱帶風暴。該信號的生效範圍在翌日（3日）凌晨5時擴展至卡加延省，再於在上午11時擴展至群島。在蓮花逼近下，該單位於晚上11時發出二號風暴信號。
蓮花在7月4日以偏西北路徑步步進逼，晚上較後時間登陸伊莎貝拉省帕拉南，7月5日西移橫過呂宋北部，並出現環流重整，新中心在呂宋西岸形成，取代呂宋島上的舊有中心。在蓮花掠過期間，呂宋受烈風至暴風程度旋風吹襲，風暴期間造成1人死亡。蓮花移入南海東北部並停滯半日後，逐漸北移遠離，呂宋島風勢減弱。該單位在7月6日下午5時解除二號風暴信號，並於翌日（7日）上午9時半解除所有風暴信號。

### 臺灣
當地發出之最高熱帶氣旋警特報：海上陸上颱風警報
| 彭佳嶼 · 13.4 m/s板橋 · －鞍部 · 8.7 m/s竹子湖 · 2.5 m/s淡水 · 6.8 m/s基隆 · 5.4 m/s臺北 · 6.9 m/s新屋 · －新竹 · 3.9 m/s宜蘭 · 7 m/s蘇澳 · 8.9 m/s花蓮 · 9.7 m/s成功（新港） · 4.7 m/s臺東 · 2.9 m/s大武 · 5.4 m/s蘭嶼 · 10 m/s臺中 · 2.8 m/s梧棲 · 9 m/s日月潭 · 3.6 m/s阿里山 · 2.1 m/s嘉義 · 4.1 m/s玉山 · 21.2 m/s臺南 · 7.1 m/s高雄 · 7.1 m/s恆春 · 5.2 m/s澎湖 · 6.5 m/s東吉島 · 15.5 m/s金門 · 6.1 m/s馬祖 · 7.2 m/s 中華民國交通部中央氣象署署屬氣象測站測得最大持續風力。圖例： · 無數據 · 測得5級風或以下 · 測得6至7級風 · 測得8至9級風 | 彭佳嶼 · 19 m/s板橋 · －鞍部 · 22.3 m/s竹子湖 · 12.5 m/s淡水 · 18.9 m/s基隆 · 15.4 m/s臺北 · 17.2 m/s新屋 · －新竹 · 8.7 m/s宜蘭 · 15.9 m/s蘇澳 · 16.7 m/s花蓮 · 15.4 m/s成功（新港） · 14.4 m/s臺東 · 13.4 m/s大武 · 13.9 m/s蘭嶼 · 21.1 m/s臺中 · 8.9 m/s梧棲 · 13.5 m/s日月潭 · 7.5 m/s阿里山 · 8.5 m/s嘉義 · 8.5 m/s玉山 · 29.8 m/s臺南 · 12 m/s高雄 · 17.6 m/s恆春 · 14.6 m/s澎湖 · 13.1 m/s東吉島 · 20.9 m/s金門 · 14.8 m/s馬祖 · 18.1 m/s 中華民國交通部中央氣象署署屬氣象測站測得最大陣風。圖例： · 無數據 · 測得5級風或以下 · 測得6至7級風 · 測得8至9級風 · 測得10至11級風 |

由於蓮花轉向並逐漸接近，7月6日早上8時半，當颱風中心位於鵝鑾鼻之南南西方約400公里時，交通部中央氣象局針對巴士海峽、東沙島附近海域發布海上颱風警報。蓮花當日穩定北移，逼近恆春半島，中央氣象局於7月7日凌晨2時半，當蓮花位於鵝鑾鼻之南南西方約250公里時，針對高雄市、屏東縣發布陸上颱風警報，是2015年首次發佈陸上颱風警報；陸上警戒範圍於凌晨5時半擴展至臺南市，該單位預計蓮花即日至翌日（8日）最接近臺灣南部。但蓮花採取較偏西路徑移動，在上午11時最接近臺灣本島，於鵝鑾鼻之西南方約230公里掠過。該單位預測暴風圈僅會影響臺灣西南部近海，因而在下午2時半，當蓮花位於鵝鑾鼻之西南方約240公里時，解除僅維持半日的陸上颱風警報。屏東縣西大武山累積雨量614毫米，臺東縣土阪500毫米。隨著蓮花西移遠離，在7月9日凌晨5時半，當蓮花位於澎湖之西南西方約260公里時，中央氣象局解除針對蓮花的所有颱風警報，但另一颱風昌鴻逼近臺灣，該單位因而緊接發布對昌鴻的海上颱風警報。不過此時由於蓮花之外圍雲帶仍覆蓋南臺灣，故當地仍有降雨，豪雨特報亦持續發布；但總體而言影響不大。

### 中國大陸
當地發出之最高颱風預警信號： 颱風橙色預警信號
隨著蓮花增強並開始穩定接近，中國國家氣象中心在7月5日上午10時發佈颱風藍色預警信號。因應蓮花靠近中國東南部沿岸，中國國家氣象中心在7月7日早上6時發佈颱風黃色預警信號，並於早上8時半啟動防颱風三級應急響應。隨著蓮花增強為颱風並步步進逼，中國國家氣象中心在9日早上6時發佈颱風橙色預警信號，而蓮花在下午12時15分登陸廣東陸豐。雖然及後蓮花疾速減弱並消散，但是另一熱帶氣旋——逼近華東沿岸，中國國家氣象中心維持颱風橙色預警信號。

#### 廣東
全省發出之最高颱風預警信號： 颱風紅色預警信號

#### 福建
當地發出之最高颱風預警信號： 颱風黃色預警信號
隨著蓮花增強並開始穩定接近，福建省氣象台於7月7日早上7時55分發佈颱風藍色預警信號，並在當晚9時發佈颱風黃色預警信號。

### 香港
- 當地發出之最高熱帶氣旋警告信號： 八號西北烈風或暴風信號
- 最接近當地時間：2015年7月9日晚上9時[37]
- 最接近當地位置：香港天文台總部以北約50公里（正面吹襲）[37][注 11]

#### 初期密切監察
蓮花掠過呂宋並經過環流重整後，在7月5日下午2時左右進入距離香港800公里範圍。香港天文台在下午6時正發出「特別天氣提示」，表示預料蓮花會在隨後兩三日移向台灣南部，與香港保持一段距離；但受另一熱帶氣旋燦鴻影響，蓮花的移動路徑仍有變數，天文台將密切監察其動向及對香港天氣的影響。受蓮花外圍下沉氣流影響，香港在翌日（6日）吹偏北微風、有煙霞，內陸的污染物擴散至香港，而風勢微弱令污染物積聚，下午環保署在多個監測站錄得的空氣質素健康指數健康風險急升至甚高水平，更表示預計當日稍後時間部份監測站可能達嚴重水平。
天文台在7月7日上午9時45分更新「特別天氣提示」，指出蓮花受較弱的引導氣流影響，緩慢北移，預計在一兩日內會靠近福建沿岸，之後改向偏西移動，但路徑變數仍然存在。天文台亦指，由於蓮花仍與香港保持距離，當日發出熱帶氣旋警告信號機會不大。在蓮花外圍下沉氣流持續影響下，香港天氣酷熱，天文台於7月5日晚上7時正取消的酷熱天氣警告需於7月7日下午12時15分再度發出，維持至當日下午6時正。因應蓮花在當日日間採取偏西北路徑，天文台在下午5時正再次更新「特別天氣提示」，表示翌日（7月8日）考慮發出一號熱帶氣旋警告信號；該提示再於7月8日凌晨12時半更新，天文台表明當日早上考慮發出一號信號。天文台在早上7時40分發出一號戒備信號，當時蓮花集結在香港之東南偏東約480公里。天文台表示蓮花當日會維持集結在香港以東400公里或以外，香港吹偏北風，地形屏蔽下風力不會明顯轉強，日間發出三號信號機會不大，並預測會有湧浪。天文台在上午11時45分表示香港的天氣變化要視乎蓮花的轉向情況，會密切監察蓮花的動向；後於下午4時45分表示7月9日早上考慮發出三號熱帶氣旋警告信號，預計蓮花該日稍後靠近珠江口一帶，屆時風勢會增強，並有狂風大驟雨。多個貨櫃碼頭在當晚11時起停止吉櫃交收。

#### 正面吹襲卻風平浪靜
天文台在7月9日凌晨1時45分表示確定會在早上發出三號信號，教育局宣佈所有幼稚園、肢體傷殘兒童學校、智障兒童學校停課。由於蓮花增強為颱風並加速西移，天文台在早上6時45分表示短期內發出三號熱帶氣旋警告信號。天文台在早上8時40分發出三號強風信號，當時蓮花集結在香港以東約260公里。天文台隨即表示下午至當晚考慮發出八號信號，後於上午11時45分因應蓮花加速西移，改為下午考慮發出八號信號。中午過後多處地區風勢明顯增強，機場、流浮山、長洲先後錄得西北強風。天文台在下午2時40分發出「熱帶氣旋之特別報告」，宣佈預計在下午5時正或之前發出八號熱帶氣旋警告信號。天文台在下午4時40分發出八號西北烈風或暴風信號，當時蓮花集結在香港之東北約110公里。天文台表示預計蓮花在當晚至翌日（10日）凌晨正面吹襲香港，在天文台總部以北100公里內掠過，但由於蓮花環流較小，且加速移動，預計烈風影響香港時間較短。蓮花在下午6時開始正面吹襲香港，可是其意外地急劇減弱為熱帶風暴，且自從蓮花登陸後，較強的對流雲團改為集中於系統的北部，與早前數日對流集中於西南部的結構相反，導致其雨帶較難影響香港，而在蓮花掠過香港北部時只有微雨。結果發出八號信號後風力不升反跌，全港沒有任何地方錄得烈風，連高地的風力也只達強風程度，沙田、打鼓嶺更只有輕微至和緩風力。即使蓮花仍在靠近，天文台在晚上7時45分表示蓮花的烈風範圍顯著縮小，香港的烈風威脅將減低，當威脅解除時就會考慮改發三號信號。蓮花在晚上9時最接近香港，在天文台總部以北約50公里掠過。天文台在晚上9時45分更表示短期內改發三號熱帶氣旋警告信號，而此時香港雖轉吹西至西南風，但風力繼續緩和，普遍只有輕微至和緩程度風速。天文台在晚上10時10分改發三號強風信號，當時蓮花集結在香港天文台總部之西北偏北約60公里。
蓮花進一步減弱為熱帶低氣壓，並開始遠離香港，天文台在7月10日凌晨1時45分表示香港普遍地區受強風影響的威脅減低，會在一兩小時內考慮取消所有熱帶氣旋警告信號，但初時仍會受蓮花的外圍雨帶影響，有驟雨及幾陣狂風雷暴。天文台在凌晨4時45分表示會在短期內取消所有熱帶氣旋警告信號，但香港初時高地及離岸仍間中吹強風，並且受蓮花的外圍雨帶影響，有狂風驟雨及幾陣雷暴。天文台在凌晨5時50分直接取消所有熱帶氣旋警告信號，當時蓮花集結在香港以西約200公里，減弱為低壓區。不過取消所有信號前後，受蓮花的殘餘雨帶影響，加上再轉吹南至東南風，部份地區風勢卻不跌反升，西貢在取消信號一刻才錄得風暴期間最高風力，大老山、昂坪及橫瀾島更錄得烈風，長洲、沙田風速亦比熱帶氣旋警告信號生效期間更高，風勢至上午10時才有所回落；然而該次的風力飆升仍未能為測風網絡8個參考自動氣象站帶來烈風。

#### 40年來最弱八號
蓮花吹襲期間，天文台測風網絡8個參考自動氣象站只有3個錄得強風，更完全沒有自動氣象站錄得烈風，八號信號完全不達標，三號信號亦欠1站才能達標。風暴期間，機場、流浮山及長洲錄得每小時49、44及42公里的最高10分鐘平均風速，與烈風下限的每小時63公里仍有一定距離。此為2007年採用8個參考站組成的測風網絡以來，首個連三號信號也不達標的八號信號，以及首次出現8站完全沒有測得烈風的八號信號；同時這次連非指定站亦只有大老山、昂坪和橫瀾島錄得烈風，還要是在取消信號前後才錄得，結果蓮花成為超過40年來最弱的八號信號，比1999年颱風利奧正面襲港時帶來的風力更低，因而被市民嘲諷為「蓮花一現」。然而紀錄已被兩年後的熱帶風暴洛克打破。
就八號信號生效期間風勢微弱，天文台在7月10日凌晨緊急發表新聞稿，表示在9日早上與政府飛行服務隊合作，派定翼機於蓮花風眼附近進行氣象觀測，發現蓮花在中午登陸廣東省陸豐市附近前，風眼結構完整，眼壁附近有颶風風力，確實達到颱風強度。香港天文台助理台長鄭楚明接受香港電台及商業電台電話訪問時更表示，7月9日早上天文台估計若蓮花的風速及路徑不變（即中心風力每小時130公里，並以海上近岸掠過方式掠過香港境內），其掠過香港時有可能需要發出十號颶風信號；但蓮花其後出乎意料，提早於中午登陸陸豐，並在橫過惠州期間迅速減弱，較強的對流雲團改為集中於系統的北部，加上當時香港主要吹西北風，受到山勢阻擋，所以風勢不大。天文台表示，基於現今科學水平，預測熱帶氣旋強度變化仍有一定困難，天文台會繼續改善預報技術。在香港地下天文台Facebook專頁上，大多數網民表示認同天文台發出八號信號的決定，因為蓮花登陸前仍為颱風，且預計正面吹襲香港，對香港構成重大威脅，天文台必須保障市民生命安全，而蓮花亦加速逼近，發出八號信號刻不容緩；同時蓮花的急速減弱亦實屬難料，所有官方氣象部門及數值預報模式也未能預計。事隔半個月後，天文台在7月27日公佈颱風蓮花報告，並同時發表新一篇《天文台網誌》，題為《東臨颱風的挑戰》，通過分析蓮花及過去多個從東面來襲的熱帶氣旋，指出不同的天氣和科學因素造成「差之毫釐，謬以千里」的結果，形容東臨颱風對香港的威脅不可輕視，預測東臨颱風充滿挑戰。

#### 後續影響，暴雨連場
而蓮花的殘餘低壓區在隨後一週逐漸轉化為一道廣闊低壓槽，在7月20日至21日橫過華南沿岸並移入內陸，緊隨其後的強烈西南季候風一同為香港帶來頻密狂風大雨。7月20日晚上西南風增強，香港天文台在晚上11時10分發出強烈季候風信號，21日廣泛地區刮起強風，離岸及高地更吹烈風。而天文台亦需連續兩日發出黃色暴雨警告信號，當中22日的黃雨警告更持續近半日，成為接近10年以來最長黃雨，山泥傾瀉警告亦一度生效，多處錄得100至150毫米雨量，市區雨量達200毫米，薄扶林更有300毫米雨量；持續的豪雨亦導致薄扶林村出現嚴重山洪暴發，同時交椅洲對開海面一度出現水龍捲。此外天文台亦需在17日及24日發出新界北部水浸特別報告。該股西南季候風的影響與蓮花正面襲港，八號信號生效期間風平浪靜的情況形成強烈對比，因此不少市民把兩者相提並論。

### 澳門
| 紀念孫中山市政公園 · 12.2污水處理廠 · －大炮台山 · 18.7外港碼頭 · 23.5海事博物館 · 23.7友誼大橋 · 北峰 · 32.2友誼大橋 · 南峰 · 31嘉樂庇 · 總督大橋 · 29.7西灣大橋 · 28.7大潭山 · 22.2九澳 · 19.9路環分站 · 16.7澳門大學 · － 澳門氣象局氣象站錄得最高每小時平均風速，單位為公里每小時（km/h）。圖例： · 代表沒有數據 · 代表錄得清勁以下風力 | 紀念孫中山市政公園 · 17.8污水處理廠 · －大炮台山 · 24.6外港碼頭 · 29.2海事博物館 · 30友誼大橋 · 北峰 · －友誼大橋 · 南峰 · 36嘉樂庇 · 總督大橋 · 36.4西灣大橋 · 35大潭山 · －九澳 · 23路環分站 · 20.2澳門大學 · － 澳門氣象局氣象站錄得最高10分鐘平均風速，單位為公里每小時（km/h）。圖例： · 代表沒有數據 · 代表錄得清勁以下風力 |

當地懸掛之最高熱帶氣旋信號：  三號風球
蓮花掠過呂宋及進入南海後，在7月5日下午進入距離澳門800公里範圍。澳門地球物理暨氣象局在7月6日上午表示按照蓮花的移動路徑，預料不會對澳門構成威脅，因此無需懸掛風球。但蓮花在7月7日採取偏西北路徑，移至澳門東南偏東600公里內，對岸的香港天文台於8日早上已發出一號熱帶氣旋警告信號，然而澳門氣象局仍未懸掛風球。氣象局局長馮瑞權在當日中午表示，氣象局將在很短時間內決定是否懸掛一號風球，但相信需要懸掛八號風球的機會較低，並且表示蓮花將會在廣東至浙江沿岸一帶登陸。但氣象局到當晚9時才表示半小時後懸掛一號風球。氣象局在晚上9時半懸掛一號風球，當時蓮花集結在澳門以東約500公里。氣象局表示晚間懸掛三號風球機會不大，其後於9日凌晨4時表示日間視乎情況考慮懸掛三號風球。上午10時表示當日下午將考慮改掛三號風球。同日下午3時宣佈考慮在下午4時至6時改掛三號風球，但於下午5時才表示將在半小時後懸掛三號風球，此時香港天文台已發出八號熱帶氣旋警告信號20分鐘。氣象局在下午5時半懸掛三號風球，當時蓮花集結在澳門之東北約190公里。氣象局表示，晚上10時前改掛更高風球機會不大。晚上10時，氣象局表示三號風球將懸掛一段時間。蓮花在7月10日凌晨1時最接近澳門，在澳門以北約40公里掠過。隨著蓮花減弱和遠離，氣象局在凌晨1時表示將在未來數小時除下所有風球，其後在凌晨4時正除下所有風球，當時蓮花集結在澳門西北偏西約90公里。而蓮花的殘餘低壓區在隨後一週逐漸轉化為一道廣闊低壓槽，在7月20日至21日橫過華南沿岸並移入內陸，緊隨其後的強烈西南季候風為澳門帶來連場暴雨及持續強風。氣象局在7月21日早上6時50分懸掛強烈季候風信號，10分鐘後再於早上7時正發出暴雨警告信號，是該年首次發出暴雨警告信號。其後雨勢及風勢減弱，氣象局在上午9時半取消暴雨警告信號，並於半小時後除下強烈季候風信號。
氣象局在蓮花進入距離澳門800公里範圍後遲遲不肯懸掛一號風球，以及在香港天文台發出八號熱帶氣旋警告信號後50分鐘才懸掛三號風球，曾經受到市民批評。但蓮花急速減弱，港澳兩地並無錄得烈風，香港天文台發出一個完全不達標的八號信號，事後部分澳門市民反而認同氣象局維持懸掛三號風球的決定。

## 熱帶氣旋信號使用紀錄

### 菲律賓
| 菲律賓大氣地球物理和天文服務管理局 風暴信號 | 菲律賓大氣地球物理和天文服務管理局 風暴信號 | 菲律賓大氣地球物理和天文服務管理局 風暴信號 |
| ------------------------------------------- | ------------------------------------------- | ------------------------------------------- |
| 上一熱帶氣旋                                | 一號風暴信號                                | 下一熱帶氣旋                                |
| 颱風紅霞                                    | 一號風暴信號                                | 颱風蘇迪羅                                  |
| 颱風紅霞                                    | 二號風暴信號                                | 颱風蘇迪羅                                  |

### 臺灣
| 交通部中央氣象局 颱風警報 | 交通部中央氣象局 颱風警報 | 交通部中央氣象局 颱風警報 |
| ------------------------- | ------------------------- | ------------------------- |
| 上一熱帶氣旋              | 海上颱風警報              | 下一熱帶氣旋              |
| 強烈颱風紅霞              | 海上颱風警報              | 中度颱風昌鴻              |
| 輕度颱風鳳凰              | 陸上颱風警報              | 中度颱風昌鴻              |

### 中國大陸
| 國家氣象中心 颱風預警信號 | 國家氣象中心 颱風預警信號 | 國家氣象中心 颱風預警信號 |
| ------------------------- | ------------------------- | ------------------------- |
| 上一熱帶氣旋              | 颱風藍色預警信號          | 下一熱帶氣旋              |
| 強熱帶風暴鯨魚            | 颱風藍色預警信號          | 超強颱風燦鴻              |
| 強熱帶風暴鯨魚            | 颱風黃色預警信號          | 超強颱風燦鴻              |
| 強颱風海鷗                | 颱風橙色預警信號          | 超強颱風蘇迪羅            |

### 香港
| 香港天文台 熱帶氣旋警告信號 | 香港天文台 熱帶氣旋警告信號 | 香港天文台 熱帶氣旋警告信號 |
| --------------------------- | --------------------------- | --------------------------- |
| 上一熱帶氣旋                | 一號戒備信號                | 下一熱帶氣旋                |
| 熱帶風暴鯨魚                | 一號戒備信號                | 強颱風彩虹                  |
| 颱風海鷗                    | 三號強風信號                | 強颱風彩虹                  |
| 超強颱風天兔                | 八號西北烈風或暴風信號      | 颱風妮妲                    |
| 颱風海鷗                    | 八號烈風或暴風信號          | 颱風妮妲                    |

### 澳門
| 地球物理暨氣象局 熱帶氣旋信號 | 地球物理暨氣象局 熱帶氣旋信號 | 地球物理暨氣象局 熱帶氣旋信號 |
| ----------------------------- | ----------------------------- | ----------------------------- |
| 上一熱帶氣旋                  | 一號風球                      | 下一熱帶氣旋                  |
| 熱帶風暴鯨魚                  | 一號風球                      | 颱風彩虹                      |
| 颱風海鷗                      | 三號風球                      | 颱風彩虹                      |

## 釋義
1. ↑  當有2種以上全球預報模式表示某低壓區將於未來48小時內發展為熱帶氣旋，聯合颱風警報中心則將該系統之熱帶氣旋形成機會評級為「低」。除非環境異常優良，否則該系統在24小時內發展為熱帶氣旋的機會甚微。[4]
2. ↑  當有3種以上全球預報模式表示一低壓區將於未來48小時內發展為熱帶氣旋，聯合颱風警報中心則將該系統之熱帶氣旋形成機會評級為「中」。一般而言，即使發展機會增大，系統過了24小時之後發展成熱帶氣旋的機會才較高；但如果環境良好，系統亦可以在24小時內形成熱帶氣旋。[4]
3. ↑  「垂直風切變」是指比較一垂直高度中的風速及風向差。[5]
4. ↑  當有3種以上全球預報模式表示一低壓區將於未來24小時內發展為熱帶氣旋，聯合颱風警報中心則將該系統之熱帶氣旋形成機會評級為「高」，並同步發出熱帶氣旋形成警報。此時該系統於24小時之內形成熱帶氣旋的機會極高，若氣象因素特別有利，該系統更可於6小時內增強為熱帶低氣壓。[4]
5. ↑  前二位為當年公元紀年末二碼（2015），末二位代表蓮花是當年被日本氣象廳第10個升格為熱帶風暴的熱帶氣旋。
6. ↑  「輻散」是指空氣由一個中心向四周散開，通常只有氣旋式輻散，形成原因和輻合的機制相若，只是一般是在高壓系統發生。高空也能有高壓，所以高空也能有輻散，高空輻散足夠又有水氣時就可能降雨，形成原因和輻合相若。[11][12]
7. ↑  「中心密集雲團」是達強烈熱帶風暴級別之熱帶氣旋所擁有的一種特徵，在衛星雲圖上所見為一渾圓，集中及具有組織的密集雲區在中心附近旋轉，通常為積雨雲或塔狀積雲，會引致中心附近有雷暴發生。中心密集雲層區之下應有相當明顯而成熟的螺旋雲帶，同時伸展到雲帶之外；當熱帶氣旋進一步增強至颱風程度時，風眼也會開始在此處的中心區域形成。[14]
8. ↑  「雲捲風眼」是熱帶氣旋中心當中，由螺旋雲帶旋捲成之缺乏組織的眼壁，結構看來較不佳。此現象以發生在熱帶氣旋環流中吹西北風象限內者較為普遍，其維持時間隨當時形成熱帶氣旋的氣象環流條件不同而異，出現時間或長或短。[19][20]
9. ↑  臺灣中央氣象局研判颱風的七級風（每小時52公里以上）暴風範圍可能侵襲臺澎金馬地區100公里內海域之前24小時，應即發布「海上颱風警報」，將可能受侵襲之各海域列入警戒區域，以後每隔三小時發布一張警報單，必要時得加發之。[34]
10. ↑  臺灣中央氣象局研判颱風的七級風（每小時52公里以上）暴風範圍可能侵襲臺澎金馬陸地之前18小時，應即發布「陸上颱風警報」，並與「海上颱風警報」同時發布，將可能受侵襲之處列入警戒區域，以後每隔三小時發布一張警報單，必要時得加發之。[34]
11. ↑  按照香港天文台的定義，熱帶氣旋於距離香港100公里範圍或以內掠過，即屬「正面吹襲」。[38]其他地區的定義或有不同，但一般而言仍是指風暴以極近距離掠過。

## 外部連結
- （日語）日本氣象廳：1510最佳路徑數據 （页面存档备份，存于）、2015年熱帶氣旋最佳路徑（數據 （页面存档备份，存于）、路徑圖 （页面存档备份，存于））
- （英文）美國聯合颱風警報中心：10W最佳路徑數據 （页面存档备份，存于）、颱風蓮花最佳路徑圖
- （简体中文）中國國家氣象中心：2015年熱帶氣旋最佳路徑數據
- （繁體中文）中華民國交通部中央氣象局：侵臺颱風資料庫——輕度颱風蓮花、蓮花最佳路徑圖
- （繁體中文）香港天文台：報告 （页面存档备份，存于）、《2015熱帶氣旋年刊》（有待公佈）、實時天氣稿（7月2日 （页面存档备份，存于）－3日 （页面存档备份，存于）－4日 （页面存档备份，存于）－5日 （页面存档备份，存于）－6日 （页面存档备份，存于）－7日 （页面存档备份，存于）－8日 （页面存档备份，存于）－9日 （页面存档备份，存于）－10日 （页面存档备份，存于））
- （繁體中文）澳門地球物理暨氣象局：2015熱帶氣旋年報——颱風蓮花
- （英文）菲律賓大氣地球物理和天文管理局：2015年熱帶氣旋年報 （页面存档备份，存于）